# Hemón
En la mitología griega, Hemón (en griego antiguo Αἵμων Haímôn, ‘sangriento’) es un hijo de Creonte y de Eurídice, reyes de Tebas.
Cuando Eteocles se negó a entregar el poder a su hermano Polinices tal como habían acordado, este encabezó una expedición conocida como de Los siete contra Tebas para conquistar el trono por la fuerza. Tras una cruenta guerra, los dos hermanos acordaron decidir cual sería el soberano de la ciudad mediante un duelo a muerte. Sin embargo los dos se mataron recíprocamente, por lo que el gobierno de la ciudad pasó a manos de Creonte, tío de los malogrados príncipes.
Nada más llegar al poder, Creonte declaró traidor a Polinices, prohibiendo, bajo pena de muerte, que su cuerpo recibiera las honras fúnebres que le correspondían. La hermana de Polinices, Antígona, desafió este decreto y escapó por la noche para incinerar el cadáver de su hermano, pero fue sorprendida por Creonte, que ordenó a su hijo Hemón que la enterrara viva en la misma tumba de Polinices.
Hemón, que era el prometido de Antígona, suplicó a su padre clemencia para su amada, pero este hizo oídos sordos a la petición de su hijo, pues deseaba librarse de un miembro de la familia tan potencialmente peligroso como Antígona. 
Finalmente intervino el ciego Tiresias, que hizo saber a Creonte la desaprobación de los dioses a su actitud. El rey tebano se resignó y revocó la pena de muerte a Antígona, pero ya era demasiado tarde, pues la joven se había ahorcado para evitar ser enterrada viva. Cuando Hemón vio el cuerpo de su amada, y con la misma espada se suicidó a los pies de su prometida. También se suicidó Eurídice al conocer la trágica muerte de su hijo.
Algunos autores afirman que Hemón fingió que iba a cumplir las órdenes de su padre, pero que huyó con Antígona y se escondieron entre los pastores. Tuvieron un hijo que cuando creció llegó a Tebas para participar en unos juegos, pero Creonte lo reconoció por una marca. En esta versión Hemón se suicidó tras matar a su esposa Antígona. El hijo que tuvieron se llamaba Meón.
Una tercera versión obvia toda esta historia y afirma que Hemón murió devorado por la Esfinge antes de la llegada de Edipo, y que fue por esto por lo que su padre ofreció el trono de Tebas a aquel que les librase de tan monstruosa criatura.